# 緑町 (所沢市)
緑町（みどりちょう）は、埼玉県所沢市の町名。現行行政地名は緑町一丁目から四丁目。郵便番号は、359-1111。

## 地理
所沢市中央北部に位置し、新所沢地区に所属する。
周囲の松葉町 ・泉町 ・けやき台 ・上新井 ・榎町 ・向陽町 ・北所沢町と隣接する。
西武新宿線新所沢駅から国道463号（通称:行政道路）に挟まれた地域で、面積は約0.88 km2。町内は駅前から時計回りに、一丁目から四丁目まで設置されている。
かつて、日本住宅公団が当時の北所沢駅（現:新所沢駅）西側を「北所沢ニュータウン」として、1957年（昭和32年）から開発した新興住宅地であり、この計画をきっかけに所沢市の人口は急増した。完成した公団住宅は、現在では「新所沢公団」と呼ばれ、築後40年を経過し老朽化したため順次建て替えが行われている。

### 北所沢ニュータウン計画
日本住宅公団が開発主体となって開発された。
諸元
- 地区面積：北所沢駅西側の山林地帯243,000坪
- 戸数：総戸数2,500戸
  - 鉄筋コンクリートのテラス式アパート 1,300戸
  - 分譲宅地 540戸（50,000坪）
  - 民有地 750戸
- その他
  - 小学校・中央公園・上下水道など公共施設。主要道路は舗装。駅前に商店街。

### 河川
北側の町境を砂川堀が流れている。

### 面積
町丁別の面積の内訳は以下の通り。
| 丁目       | 面積（m2） |
| ---------- | ---------- |
| 緑町一丁目 | 184,253.8  |
| 緑町二丁目 | 126,256.0  |
| 緑町三丁目 | 245,740.3  |
| 緑町四丁目 | 325,126.2  |
| 計         | 881,376.3  |

### 地価
住宅地の地価は、2015年（平成27年）1月1日の公示地価によれば、緑町四丁目11-22の地点で21万8000円/m2となっている。

## 歴史

### 沿革
- 開発以前の当地は大字上新井の一部で「八丁山」と呼ばれ、土地の8割近くは山林や雑木林だった[8]。
- 1957年（昭和32年）2月 - 日本住宅公団が首都圏整備法に基づき、所沢市大字上新井の北東部の西武新宿線北所沢駅西側に、2500戸の住宅都市ニュータウンの建設を発表。（北所沢ニュータウン計画）
- 1959年（昭和34年） - 北所沢駅が新所沢駅に改称する。公団住宅が完成し、入居が始まる。
- 1960年（昭和35年）6月16日 - 新所沢駅前の女神噴水像完成[8]。
  - 5月20日、大字上新井の北所沢ニュータウン一帯の町名変更実施により、緑町が成立。
- 1965年（昭和40年）4月1日 - 住居表示実施により、緑町一丁目 - 四丁目が成立[9]。
- 1969年（昭和44年）11月2日 - 西友ストアー新所沢店が全焼[10]。
- 2000年（平成12年）11月6日 - 町境東端の踏切が立体交差化し「新所沢跨道橋」として開通。

## 世帯数と人口
2023年（令和５年）６月30日現在の世帯数と人口は以下の通りである。
| 丁目       | 世帯数    | 人口     |
| ---------- | --------- | -------- |
| 緑町一丁目 | 1,651世帯 | 3,110人  |
| 緑町二丁目 | 1,268世帯 | 2,123人  |
| 緑町三丁目 | 1,462世帯 | 3,012人  |
| 緑町四丁目 | 2,926世帯 | 5,685人  |
| 計         | 7,307世帯 | 13,930人 |

## 小・中学校の学区
市立小・中学校に通う場合、学区は以下の通りとなる。
| 丁目       | 番地                      | 小学校             | 中学校             |
| ---------- | ------------------------- | ------------------ | ------------------ |
| 緑町一丁目 | 6番 8〜10番 14番 16〜21番 | 所沢市立北小学校   | 所沢市立向陽中学校 |
| 緑町一丁目 | その他                    | 所沢市立清進小学校 | 所沢市立向陽中学校 |
| 緑町二丁目 | 全域                      | 所沢市立清進小学校 | 所沢市立向陽中学校 |
| 緑町三丁目 | 全域                      | 所沢市立清進小学校 | 所沢市立向陽中学校 |
| 緑町四丁目 | 全域                      | 所沢市立北小学校   | 所沢市立向陽中学校 |

## 交通

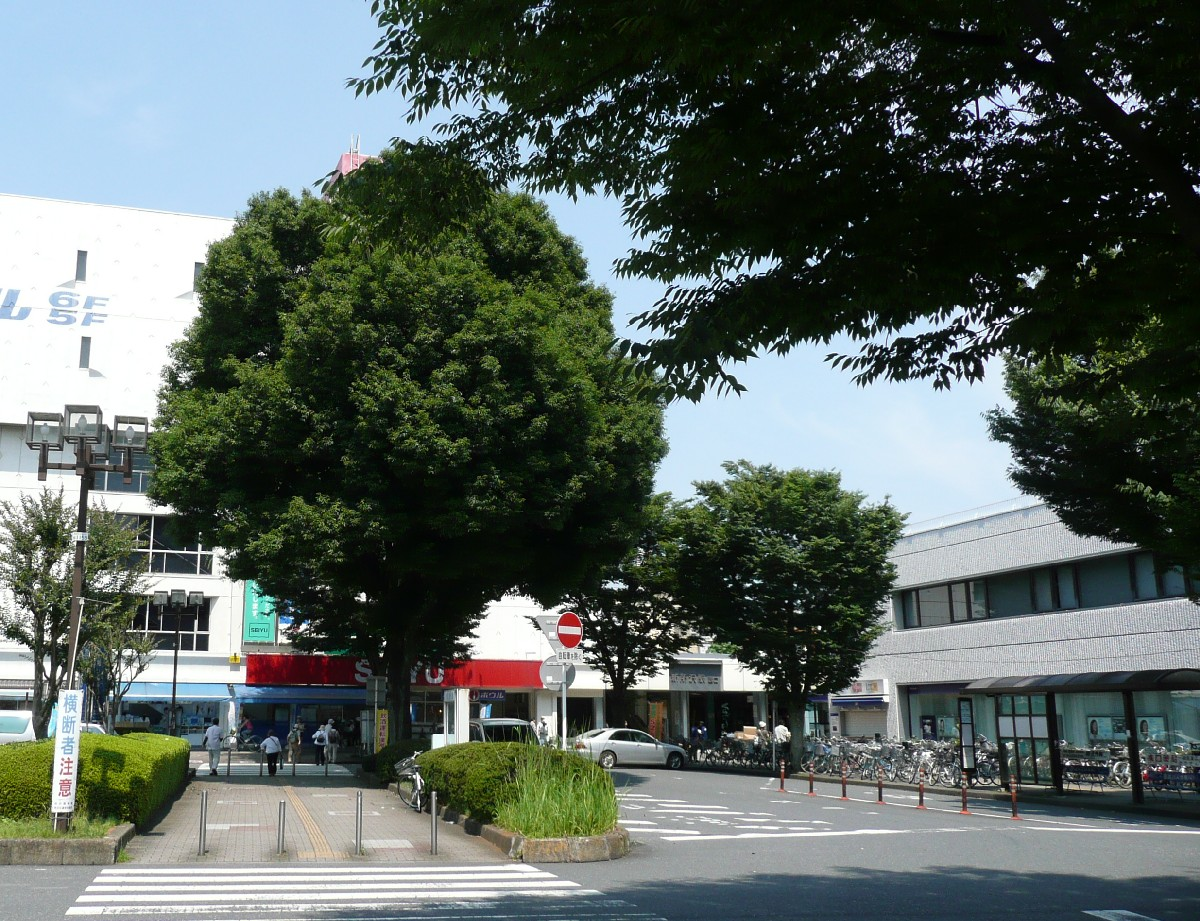
新所沢駅西口

### 鉄道
- 西武鉄道西武新宿線 - 新所沢駅が設置されている。

### 道路
- 国道463号 - 通称：行政道路。
- 埼玉県道6号川越所沢線
- 埼玉県道50号所沢狭山線
- 市道「けやき並木通り」
- 市道「新所沢跨道橋通り」 - 新所沢跨道橋

| 交差点 - 緑町4丁目 - 新所沢駅西入口 | - 泉町 - 緑町三丁目 |

### バス
所沢市内循環ところバス西路線
| - 緑町四丁目 - 新所沢駅西口 - 緑町二丁目 | - 緑町中央公園 - 新所沢コミュニティセンター - 榎町 |

## 施設
教育・保育
- 所沢市立北小学校
- 所沢市立新所沢保育園[12]
- 新所沢こひつじ幼稚園
- 新所沢富士幼稚園
- 所沢若草幼稚園

公共
- 所沢警察署緑町交番
- 埼玉りそな銀行新所沢支店
- 新所沢まちづくりセンター
  - 所沢市立新所沢公民館
  - 所沢市役所新所沢出張所
  - 所沢市立みどり児童館[13]
  - 所沢市立所沢図書館新所沢分館

社寺

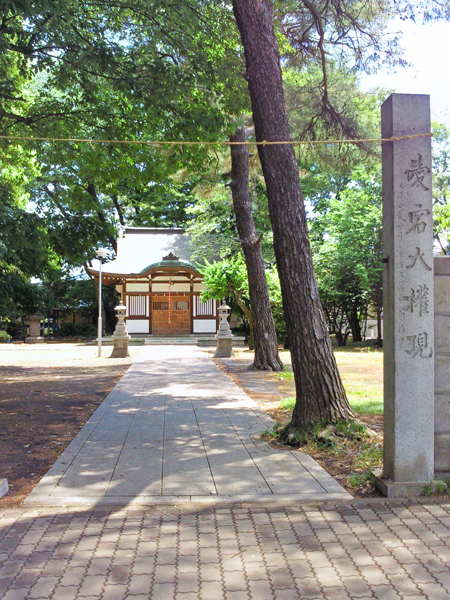
愛宕権現社

- 愛宕権現社 - 毎年4月、昭和の日に春まつりが開催される。

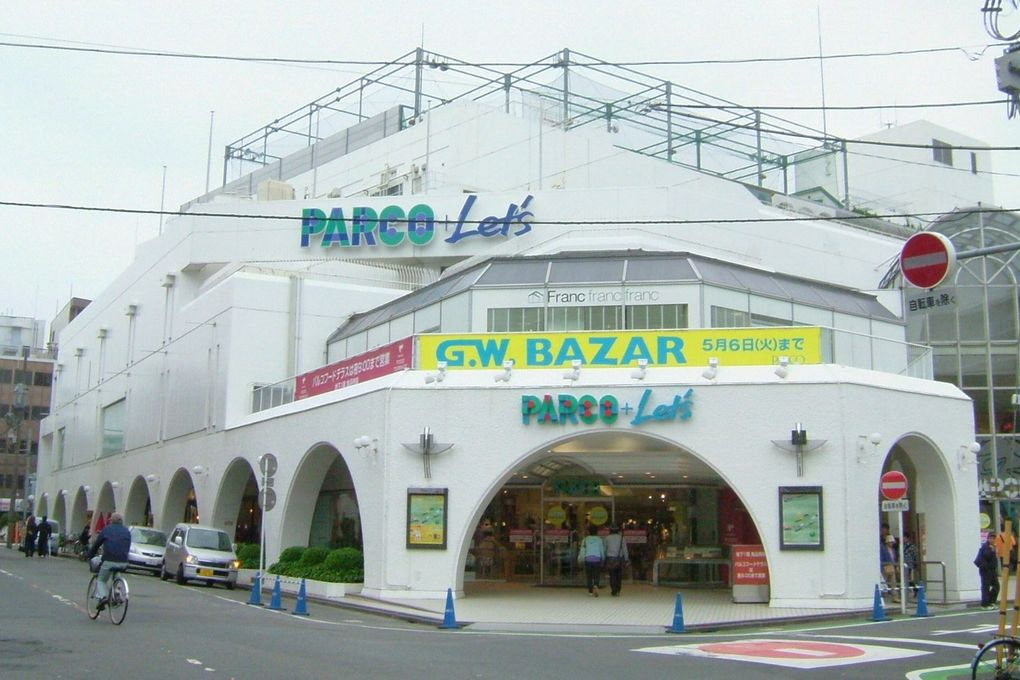
新所沢PARCO+Let's

| 公園・緑地 - 緑町中央公園 - 上砂公園 - 中砂公園 - 松葉公園 | - 桃の木公園 - 中道公園 - 緑町緑地 - 緑町第2緑地 |

商業
- 新所沢郵便局
- 所沢緑町郵便局
- 新所沢パルコ